# Élections sénatoriales de 2011 dans les Pyrénées-Atlantiques
Les élections sénatoriales dans les Pyrénées-Atlantiques ont lieu le dimanche 25 septembre 2011. Elles ont pour but d'élire les sénateurs représentant le département au Sénat pour un mandat de six années.

## Contexte départemental
Lors des élections sénatoriales du 23 septembre 2001 dans les Pyrénées-Atlantiques, trois sénateurs ont été élus : Didier Borotra (UDF), Auguste Cazalet (RPR) et André Labarrère (PS).
Depuis, tous les effectifs du collège électoral des grands électeurs ont été renouvelés, avec les élections législatives françaises de 2007, les élections régionales françaises de 2010, les élections cantonales de 2008 et 2011 et les élections municipales françaises de 2008.

## Sénateurs sortants
| Sénateur | Sénateur                | Parti | Fonctions lors de l'élection en 2001 |
| -------- | ----------------------- | ----- | ------------------------------------ |
|          | Annie Jarraud-Vergnolle | PS    | Adjointe au maire d'Anglet           |
|          | Didier Borotra          | MoDem | Sénateur sortant, maire de Biarritz  |
|          | Auguste Cazalet         | UMP   | Sénateur sortant                     |

## Présentation des candidats et des suppléants
Les nouveaux représentants sont élus pour une législature de 6 ans au suffrage universel indirect par les 1 762 grands électeurs du département. Dans les Pyrénées-Atlantiques, les sénateurs sont élus au scrutin majoritaire à 2 tours. Leur nombre reste inchangé, 3 sénateurs sont à élire. Ils sont 17 candidats dans le département, chacun avec un suppléant.
| T/S | Candidats | Candidats                 | Parti   | Principale fonction                                       |
| --- | --------- | ------------------------- | ------- | --------------------------------------------------------- |
| T   |           | Olivier Dartigolles       | PCF     | Conseiller municipal de Pau                               |
| S   |           | Marie-José Espiaube       | PCF     | Maire de Boucau                                           |
| T   |           | Georges Labazée           | PS      | Président du conseil général                              |
| S   |           | Marie-José Mialocq        | PS      | Maire d'Arbonne                                           |
| T   |           | Annie Jarraud-Vergnolle   | PS      | Sénatrice sortante, adjointe au maire d'Anglet            |
| S   |           | Bernard Molères           | PS      | Maire d'Orthez                                            |
| T   |           | Frédérique Espagnac       | PS      | Adjointe au maire de Pau                                  |
| S   |           |                           | PS      |                                                           |
| T   |           | Sauveur Bacho             | EELV    | Maire d'Arbérats-Sillègue                                 |
| S   |           | Marie-Jeanne Berterretche | EELV    |                                                           |
| T   |           | Danièle Iriart            | EELV    | Adjointe au maire de Pau                                  |
| S   |           | David Grosclaude          | EELV    | Conseiller régional                                       |
| T   |           | Alice Leiciaguecahar      | EELV    | Conseillère régionale                                     |
| S   |           | Michel Poueyts            | EELV    |                                                           |
| T   |           | Jean-Jacques Lasserre     | MoDem   | Conseiller régional, conseiller général                   |
| S   |           | André Arribes             | MoDem   | Conseiller général, maire de Bizanos                      |
| T   |           | Denise Saint-Pé           | MoDem   | Conseillère régionale, conseillère générale               |
| S   |           |                           | MoDem   |                                                           |
| T   |           | Charles Pélanne           | NC      | Conseiller général, maire de Mont-Disse                   |
| S   |           | Sylvie Durruty            | NC      | Adjointe au maire de Bayonne                              |
| T   |           | Michel Hiriart            | UMP     | Maire de Biriatou                                         |
| S   |           | Francis Courouau          | UMP     | Conseiller général, adjoint au maire de Sévignacq-Meyracq |
| T   |           | Jean Castaings            | UMP     | Conseiller général                                        |
| S   |           |                           | UMP     |                                                           |
| T   |           | Bernard Dupont            | UMP     | Conseiller général, maire de Malaussanne                  |
| S   |           | Jean-Louis Caset          | UMP     | Conseiller général, maire d'Ibarrolle                     |
| T   |           | Pierre Duhart             | UMP     | Maire de Saint-Jean-de-Luz                                |
| S   |           | Jean Othax                | UMP     | Maire d'Uzos                                              |
| T   |           | Philippe Palengat         | DIV     |                                                           |
| S   |           |                           | DIV     |                                                           |
| T   |           | Chantal Renou             | FN      |                                                           |
| S   |           |                           | FN      |                                                           |
| T   |           | Jean Tellechea            | EAJ-PNB |                                                           |
| S   |           |                           | EAJ-PNB |                                                           |

## Résultats
| Candidat et parti politique | Candidat et parti politique | Candidat et parti politique | Premier tour | Premier tour | Second tour | Second tour |
| Candidat et parti politique | Candidat et parti politique | Candidat et parti politique | Voix         | %            | Voix        | %           |
| --------------------------- | --------------------------- | --------------------------- | ------------ | ------------ | ----------- | ----------- |
|                             | Frédérique Espagnac         | PS                          | 641          | 38,25        | 878         | 50,69       |
|                             | Georges Labazée             | PS                          | 620          | 36,99        | 714         | 41,22       |
|                             | Jean-Jacques Lasserre       | MoDem                       | 617          | 36,81        | 823         | 47,52       |
|                             | Annie Jarraud-Vergnolle     | PS                          | 511          | 30,49        | 412         | 23,79       |
|                             | Denise Saint-Pé             | MoDem                       | 473          | 28,22        | 655         | 37,82       |
|                             | Michel Hiriart              | UMP                         | 368          | 21,96        | 528         | 30,48       |
|                             | Bernard Dupont              | UMP                         | 203          | 12,11        |             |             |
|                             | Pierre Duhart               | UMP                         | 185          | 11,04        |             |             |
|                             | Charles Pélanne             | NC                          | 185          | 11,04        |             |             |
|                             | Olivier Dartigolles         | PCF                         | 166          | 9,90         | 129         | 7,45        |
|                             | Jean Castaings              | UMP                         | 162          | 9,67         |             |             |
|                             | Sauveur Bacho               | EELV                        | 150          | 8,95         | 317         | 18,30       |
|                             | Danièle Iriart              | EELV                        | 104          | 6,21         |             |             |
|                             | Alice Leiciaguecahar        | EELV                        | 86           | 5,13         |             |             |
|                             | Jean Tellechea              | EAJ-PNB                     | 50           | 2,98         |             |             |
|                             | Philippe Palengat           | DIV                         | 27           | 1,61         |             |             |
|                             | Chantal Renou               | FN                          | 18           | 1,07         |             |             |
|                             |                             |                             |              |              |             |             |
| Inscrits                    | Inscrits                    | Inscrits                    | 1 762        | 100,00       | 1 762       | 100,00      |
| Abstentions                 | Abstentions                 | Abstentions                 | 54           | 3,06         | 11          | 0,62        |
| Votants                     | Votants                     | Votants                     | 1 708        | 96,94        | 1 751       | 99,38       |
| Blancs et nuls              | Blancs et nuls              | Blancs et nuls              | 32           | 1,82         | 19          | 1,08        |
| Exprimés                    | Exprimés                    | Exprimés                    | 1 676        | 95,12        | 1 732       | 98,30       |